# ゼブラカード
ゼブラカード（Zebra Card）とは、日本ラグビーフットボール協会がかつてジャパンラグビートップリーグにおいて導入していた、審判員が注意を宣するときに提示するカード。

## 概要

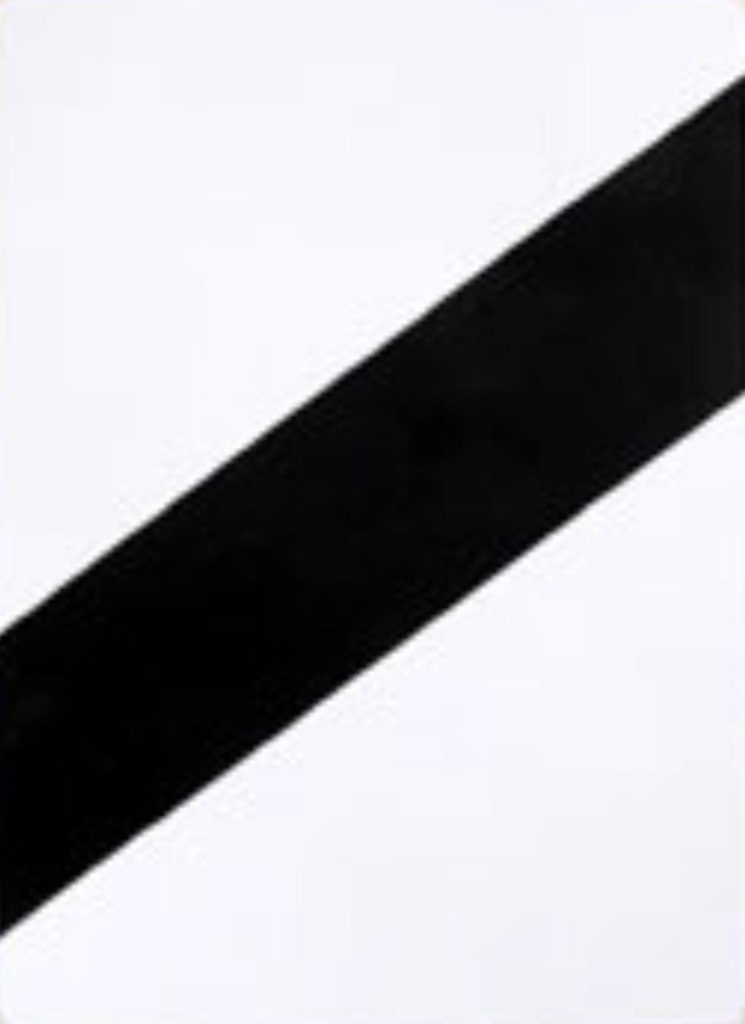
ゼブラカード

ラグビーの試合において、競技規則第10条（不正なプレー）に違反する行為があった場合、審判の措置には注意・警告（イエローカード、シンビン）・退場（レッドカード）の3つがある。注意とは審判による選手への「シグナルと口頭による伝達・コミュニケーション」あるが、これを選手やチーム関係、観客にわかりやすく明確に伝えること、伝達方法の円滑化・スピードアップを行い競技停止時間の短縮を図るために発案された。
反則を犯した選手またはチーム全体について、従来は口頭による注意が行われ、その反則が繰り返された場合には警告または退場の宣告がなされていた。「ゼブラカードが提示された後に同じ反則を繰り返せばイエローカード」といった風に、審判の一連のジャッジ基準を明確にすることを期して導入された。
トップリーグ2005-2006シーズンでの施行採用可否を諮るため、2005年6月から8月まで試験的実施された。この結果を踏まえ、シーズン開幕を前にしてマイクロソフトカップを含むトップリーグの公式試合に正式採用された。
国際試合やワールドカップなどで同様の制度があるわけではない、日本ラグビー協会によるドメスティックな制度であった。2007年-2008年シーズンを前にして、イエローカード適用までの認識と、国際試合での適用状況等を考え、運用が終了された。